# Florian Heller
Florian Heller (Rosenheim, 10 marzo 1982) è un allenatore di calcio ed ex calciatore tedesco, di ruolo centrocampista tecnico del Rosenheim 1860.